# Fanka (Burkina Faso)
Pour les articles homonymes, voir Fanka.
Fanka est une localité située dans le département de Kaya de la province du Sanmatenga dans la région Centre-Nord au Burkina Faso.

## Géographie
Fanka est situé à 5 km à l'est de Tangasgo, à 7 km au nord-est du centre de Kaya, la principale ville de la région. Le village est à 3 km à l'est de la route départementale 18 reliant Kaya à Barsalogho et se trouve à 4 km au nord de la route nationale 3 reliant Kaya à Ouagadougou.

## Économie
Les activités de Fanka sont essentiellement agro-pastorales.

## Éducation et santé
Le centre de soins le plus proche de Fanka est le centre de santé et de promotion sociale (CSPS) de Tangasgo tandis que le centre hospitalier régional (CHR) se trouve à Kaya.
Fanka possède deux écoles primaires publiques.

## Religion
La paroisse catholique de Fanka fait partie du diocèse de Kaya.